# Roșiori (Brăila)
Roșiori is een Roemeense gemeente in het district Brăila.
Roșiori telt 2940 inwoners.